# 일만복
일만복(壹萬福, ?~?)은 발해의 청수대부(靑綬大夫) 직책을 지낸 관리이다.

## 생애
771년, 발해 문왕 때 일본에 청수대부(靑綬大夫)라는 관직에 대사로 파견되었다. 당시 사신단에 325명의 인원과 17척의 배가 사용되었다.
772년, 일만복 등 40명이 일본 수도에 들어가 신년 축하 의례에 참여한 뒤 선물을 전했다. 그러나 일본은 발해 국서의 형식이 전례에 어긋나며, 발해 왕실이 스스로 천손(天孫)이라 칭했다며 선물과 국서를 거절했다.
일만복은 국서의 내용을 수정하고 사과하니 후 일본은 사신단에게 잔치를 베풀고 일만복에게 종3위를 내렸다.

## 참고 자료
- 宇治谷孟 『続日本紀 （下）』講談社〈講談社学術文庫〉、1995年